# Jourverksamhet
Jourverksamhet (av franska jour, "dag") är serviceverksamhet som under utannonserad tid står i beredskap för den klient som behöver den. Det kan vara under dagtid, nattetid eller dygnet runt.
En telefonjour är en telefonitjänst som är tillgänglig på detta sätt. Andra jourtjänster är mansjour, kvinnojour och jourhavande kompis.

## Bakjour
Bakjour avser när personal får vistas i hemmet, men måste vara beredda att omedelbart kunna stå till arbetsgivarens förfogande. Denna typ av jourverksamhet är vanlig inom sjukvården.

## Jourtid
Om det är viktigt för arbetsgivarens verksamhet att ha en anställd på arbetsstället så kan jourtid i Sverige tas ut som högst 48 timmar per arbetstagare under fyra veckor eller 50 timmar under en kalendermånad. Jourtid är inte den tid som arbetstagaren utför arbetet åt sin arbetsgivare, utan den tid som arbetstagaren är redo att utföra sin arbetsuppgift.